# Eleocharis dulcis
Ситняг солодкий, китайський водяний каштан (Eleocharis dulcis) — рослина роду ситняг (Eleocharis).

## Будова
Багаторічна рослина заввишки 1 м. Має двостатеві квіти. Формує підземні бульбоцибулини.

## Поширення та середовище існування
Болотисті території, неглибокі водойми. Не витримує тіні. Росте в Азії, Австралії та тропічній Африці.

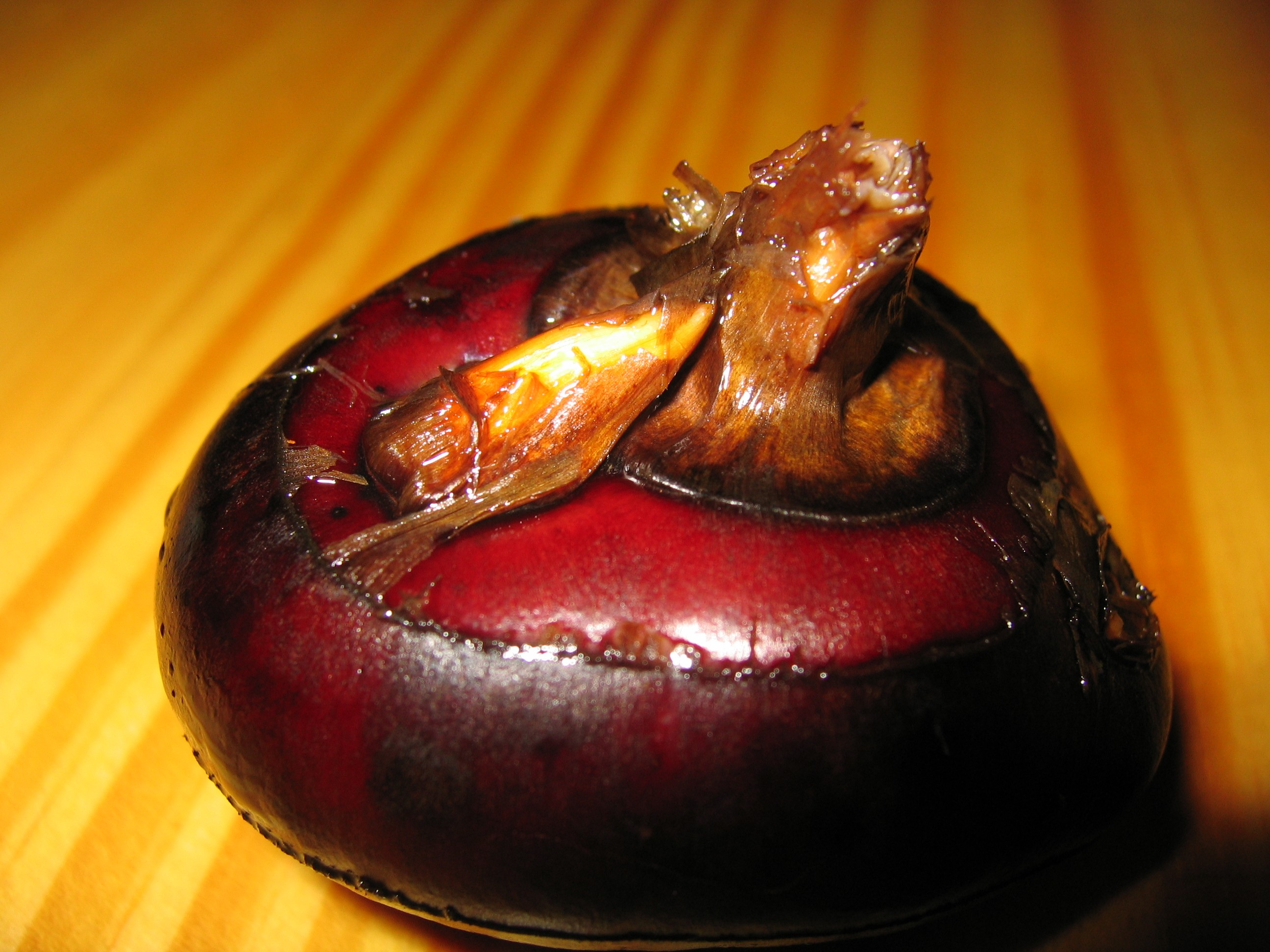
бульбоцибулина

## Практичне використання
Хрусткі білі, чищені від коричневого лушпиння, бульбоцибулини водяного каштану мають солодкий смак. Містять близько 36 % крохмалю. Вживаються у їжу сирими або вареними переважно у китайські кухні. Висушений та перемелений у борошно ситняг використовується для загущування соусів та створення хрусткої скоринки у смаженій їжі.